# Список беспозвоночных, занесённых в Красную книгу Волгоградской области
Беспозвоночные животные, включённые в Красную книгу Волгоградской области, относятся к четырём типам. Большая часть видов приходится на долю насекомых.
Категории редкости
- 0 — исчезнувшие виды.
- 1 — виды, находящиеся под угрозой исчезновения.
- 2 — редкие или малочисленные виды с сокращающейся численностью.
- 3 — уязвимые виды.
- 4 — виды неопределенного статуса.
- 5 — восстанавливаемые или восстанавливающиеся виды.
- 6 — редкие с нерегулярным пребыванием.
- 7 — вне опасности.

## Кольчатые черви(Annelida)
| Тип Кольчатые черви (Annelida) |                                                        |                                                                                 |  |
|                                | Медицинская пиявка — Hirudo medicinalis Linnaeus, 1758 | 3 категория. Редкий вид. Уязвим в связи с высоким требованиями к местообитанию. |  |

## Мшанки(Bryozoa)
| Тип Мшанки (Bryozoa) |                                                                            | | |
| фотография           | Фредерицелла султана — Fredericella sultana var. jordanica Annandale, 1913 | 3 категория. Редкий вариетет вида, встречающийся на периферии своего ареала и известный из единственного местообитания на территории России. | В соответствии с приказом «О внесении изменений в приказ Комитета природных ресурсов и охраны окружающей среды Администрации Волгоградской области от 14 декабря 2010 г. № 824/01» исключена из перечня видов животных, занесенных в Красную книгу Волгоградской области и включена в перечень видов животных, являющихся объектами мониторинга на территории Волгоградской области. |

## Моллюски(Mollusca)
| Тип Моллюски (Mollusca) |                                                                         |                                                                                           | |
|                         | Толстая перловица — Crassiana crassa (s. Unio crassus) Philipsson, 1788 | 4 категория. Вид с сокращающимся ареалом и находящийся в состоянии близком к угрожающему. | Встречается в реках Хопёр, Медведица и прилегающих к устьям этих рек участках реки Дон. Обитает в реках на участках с умеренным и быстрым течением. После появления на свет личинки свободно плавают 1 — 3 дня, затем 4 — 5 недель паразитируют на жабрах рыб. К размножению приступают только через 3 — 4 года. Раздельнополый вид. Известен гермафродитизм. Средняя продолжительность жизни 10-15 лет, максимально −22 года. Чувствительна к качеству воды. |

## Членистоногие(Arthropoda)

### Ракообразные(Crustacea)
| Ракообразные (Crustacea) |                                                                   |                                                                | |
|                          | Щитень летний — Triops cancriformes Bosc, 1801                    |                                                                | |
|                          | Хироцефалус хоррибилис — Chirocephalus horribilis S. Smimov, 1932 | 2 категория. Редкий, находящийся под угрозой исчезновения вид. | Известен из временных водоёмов Прихопёрья. Длина тела достигает 16 мм. Встречается в лужах талой воды или оставшихся после разлива реки, и вместе с их высыханием погибает. Яйца могут пережидать периоды засухи и некоторые другие неблагоприятные условия. В условиях региона появляются в водоёмах весной. Плавает спинной стороной вниз. Находятся в постоянном движении. |
|                          | Танимастикс прудовый — Tanymastix stagnalis Linneus, 1758         |                                                                | |
|                          | Стрептоцефал грозноногий — Streptocephalus torvicornis Waga, 1842 |                                                                | |
|                          | Бранхинекта маленькая — Branchinecta minuta S.Smimov, 1948        |                                                                | |

### Паукообразные(Arachnida)
| Паукообразные (Arachnida) |                                                      |
|                           | Пёстрый скорпион — Mesobuthus eupeus C.L. Koch, 1839 |

### Насекомые(Insecta)
Насекомые (Insecta) в Волгоградской области представлены большим числом видов (по данным 1995 года — более 10 000 видов, относящихся к 26 отрядам). По состоянию на 2012 год 59 из них занесены в Красную книгу Волгоградской области.

#### Стрекозы(Odonata)
| Стрекозы (Odonata) |                                                        |                                                                                       |  |
|                    | Дозорщик-император — Anax imperator Leach, 1815        | 3 категория. Редкий вид. Один из двух представителей рода в европейской части России. |  |
|                    | Изоперла дифформис — Isoperla difformis Klapalek, 1909 |                                                                                       |  |

#### Богомоловые(Mantoptera)
| Богомоловые (Mantoptera) |                                                              | |  |
|                          | Боливария короткокрылая — Bolivaria brachyptera Pallas, 1773 | 3 категория. Редкий вид с казахстанско-центральноазиатским распространением, встречающийся в области на северо-западной границе ареала. |  |

#### Прямокрылые(Orthoptera)
| Прямокрылые (Orthoptera) |                                        |                                                       |  |
|                          | Дыбка степная — Saga pedo Pallas, 1771 | 2 категория. Сокращающийся в численности степной вид. |  |

#### Жесткокрылые(Coleoptera)
| Жесткокрылые (Coleoptera) |                                                                              |                                                                                 | |
|                           | Делеастер двуцветный — Deleaster dichrous Gravenhorst, 1802                  |                                                                                 | Внесен [1] в список 8 октября 2012 |
|                           | Жужелица Щеглова — Carabus stscheglovi Mannergeim, 1827                      | 3 категория. Редкий вид, встречающийся в области за пределами основного ареала. | Встречается на территории Камышинского (Щербаковская балка, с. Белогорки) и Жирновского районов. Заселяет крупные балки с массивами байрачных лесов. Предпочитает сырые каменистые места вблизи водоёмов. Имаго активны с июня по сентябрь. Питается различными беспозвоночными.                                                  |
|                           | Жужелица бессарабская — Carabus bessarabicus concretus Fabricius, 1823       | 2 категория. Сокращающийся в численности степной вид.                           | На правобережье Волги известен из Камышинского, Ольховского, Калачёвского, Иловлинского, Городищенского, Светлоярского и Октябрьского районов. В районах Заволжья встречается повсеместно. Предпочитает степные балки и прилегающие к ним нераспаханные участки. Цикл развития одногодичный. Питается различными беспозвоночными. |
|                           | Жужелица Эрранс — Carabus errans Fischer von Waldheim, 1823                  |                                                                                 | |
|                           | Жужелица золотокаемчатая — Carabus aurolimbatus Dejean, 1929                 |                                                                                 | |
|                           | Жужелица окаймленная — Carabus marginalis Fabricius, 1794                    | 3 категория. Редкий вид на южной окраине своего ареала.                         | |
|                           | Жужелица венгерская — Carabus hungaricus Fabricius, 1792                     |                                                                                 | |
|                           | Красотел пахучий — Calosoma sicophanta Linnaeus, 1758                        |                                                                                 | |
|                           | Блетиза Эшшольтца — Blethisa eschscholtzi Zoubkoff, 1829                     |                                                                                 | |
|                           | Жук-олень — Lucanus servus Linnaeus, 1758                                    |                                                                                 | |
|                           | Рогачик жужелицевидный — Platycerus caraboides Linnaeus, 1758                |                                                                                 | |
|                           | Кравчик длинноногий — Lethrus longimanus Fischer, 1821                       |                                                                                 | |
|                           | Афодий двупятнистый — Aphodius bimaculatus Laxmann, 1770                     |                                                                                 | |
|                           | Бронзовка гладкая — Protaetia aeruginosa Drury, 1770                         |                                                                                 | |
|                           | Алозимус колларис — Alosimus collaris Fabricius, 1787                        |                                                                                 | |
|                           | Щелкун ржаво-красный — Elater ferrugineus Linnaeus, 1758                     |                                                                                 | |
|                           | Акимерус Шеффера — Akimerus schaefferi Laicharting, 1784                     |                                                                                 | |
|                           | Пурпуриценус будензис — Purpuricenus budensis Gotz, 1783                     |                                                                                 | |
|                           | Корнегрыз краснолобый — Dorcadion glycyrrizae rufifrons Motschulsky, 1860    |                                                                                 | |
|                           | Омиас бородавчатый — Omias verruca, Steven, 1829                             |                                                                                 | |
|                           | Острокрылый слоник — Euidosomus acuminatus, Boheman, 1839                    |                                                                                 | |
|                           | Четырёхпятнистый стефаноклеонус — Stephanocleonus tetragrammus, Pallas, 1781 |                                                                                 | |

#### Сетчатокрылые(Neuroptera)
| Сетчатокрылые (Neuroptera) |                                                        |
|                            | Аскалаф пёстрый — Ascalaphus macaronius, Scopoli, 1763 |

#### Перепончатокрылые(Hymenoptera)
| Перепончатокрылые (Hymenoptera) |                                                           |
|                                 | Аптерогина волжская — Icalantica volgensis Panfilov, 1954 |
|                                 | Крупный парнопес — Pamopes grandior Pallas, 1771          |
|                                 | Андрена белопятнистая — Andrena albopunctata Rossi, 1792  |
|                                 | Андрена изящная — Andrena seita Eversmann, 1852           |
|                                 | Камптопеум фризе — Camptopoeum friesei Mocsary, 1894      |
|                                 | Пчела-плотник — Xylocopa valga Gerstaecker, 1872          |
|                                 | Шмель армянский — Bombus armeniacus Radoszkowski, 1877    |
|                                 | Шмель степной — Bombus fragrans, Pallas, 1771             |
|                                 | Мегахила белолапая — Megachile villoughbiella Kirby, 1802 |

#### Чешуекрылые(Lepidoptera)
| Чешуекрылые (Lepidoptera) |                                                                          |
|                           | Пестрянка юго-восточная — Zygaena sedi Linnaeus, 1758                    |
|                           | Павлиноглазка малая — Eudia pavonia Linnaeus, 1761                       |
|                           | Шелкопряд одуванчиковый — Lemonia taraxaci Denis et Schiffermuller, 1775 |
|                           | Бражник карликовый — Sphingonaepiopsis gorgoniades Hubner, 1819          |
|                           | Бражник прозерпина — Proserpinus proserpina Pallas, 1772                 |
|                           | Шмелевидка кроатская — Hemaris croatica Esper, 1779                      |
|                           | Лента орденская малиновая — Catocala sponsa, Linnaeus, 1767              |
|                           | Лента орденская голубая — Catocala fraxini Linnaeus, 1758                |
|                           | Акантолипес брусковый — Acantolipes regularis Huebner, 1813              |
|                           | Аконтия урания — Acontia urania Frivaldszky, 1835                        |
|                           | Аконтия титания — Acontia titania Esper, 1798                            |
|                           | Эублемма пурпурная — Eublemma purpurina Denis et Schiffermueller, 1775   |
|                           | Капюшонница великолепная — Cucullia scopula Fischer de Waldheim, 1839    |
|                           | Перифанес шпорниковая — Periphanes delphinii Linnaeus, 1758              |
|                           | Миктероплюс пурпурный — Mycteroplus puniceago Boisduval, 1840            |
|                           | Медведица-госпожа — Callimorpha dominula Linnaeus, 1758                  |
|                           | Мнемозина — Parnassius mnemosyne Linnaeus, 1758                          |
|                           | Поликсена — Zerynthia polyxena Denis et Schiffermuller, 1775             |
|                           | Махаон обыкновенный — Papilio machaon Linnaeus, 1758                     |
|                           | Зорька зегрис — Zegris eupheme Esper, 1804                               |
|                           | Голубянка римн — Neolycaena rhymnus Eversmann, 1832                      |
|                           | Люцина — Hamearis lucina Linnaeus, 1758                                  |
|                           | Шашечница матурна — Euphydryas maturna Linnaeus, 1758                    |
|                           | Краеглазка ахина — Lopinga achine (Scopoli, 1763)                        |